# Beatriz Guido
Beatriz Guido (Rosário, 13 de dezembro de 1924 — Madri, 4 de março de 1988) foi uma escritora e roteirista argentina.
Sua obra — fortemente marcada pela fascinação com a Igreja Católica — se foca na análise dramática da realidade sócio-política argentina, na introspecção psicológica de personagens oprimidos e em certos questionamentos das repressões sexuais feitas aos jovens de diferentes classes sociais.
Ao lado de Silvina Bullrich e Marta Lynch, Beatriz Guido foi uma das três romancistas argentinas mais lidas de sua época.

## Biografia
Filha do arquiteto Ángel Guido, o renomado criador do Monumento Histórico Nacional a la Bandera, e da atriz uruguaia Berta Eirin, ela estudou na Faculdade de Filosofia e Letras da Universidade de Buenos Aires.
Guido escreveu seu primeiro romance, La casa del ángel, em 1954. Por causa de seu franco sentimento anti-peronista, ela foi tachada de "escritora direitista" e "aristocrata falsa" pelo governo de Juan Perón. Em 1959, Beatriz Guidou se casou com o diretor de cinema e roteirista Leopoldo Torre Nilsson. Eles passaram a trabalhar juntos criando roteiros.
Em 1984, a Fundação Konex de Buenos Aires entregou-lhe o Diploma ao Mérito em romance. Naquele mesmo ano, com a volta da democracia, ela foi apontada ao cargo diplomático de cultural attaché da embaixada argentina na Espanha. Faleceu vítima de um ataque cardíaco quatro anos mais tarde, aos sessenta e três anos de idade.

## Obras
- 1954: La casa del ángel;
- 1956: La caída;
- 1958: Fin de fiesta;
- 1961: La mano en la trampa;
- 1964: El incendio y las vísperas;
- 1970: Escándalos y soledades;
- 1973: Los insomnes;
- 1973: Una madre;
- 1976: Piedra libre;
- 1979: La invitación;
- 1982: Apasionados;
- 1982: Soledad y el incendiario;
- 1987: Rojo sobre rojo;